# Belgrád népessége
Belgrád etnikai felosztása a 2002-es népszámlálás adatai alapján:
Belgrád vallási felosztása a 2002-es népszámlálás adatai alapján: